# 미스터 기간제
《미스터 기간제》는 2019년 7월 17일부터 2019년 9월 5일까지 OCN에서 방영된 수목 미니시리즈 드라마이다.

## 기획의도
상위 0.1% 명문고에서 벌어진 의문의 살인사건, 진실을 밝히려는 속물 변호사의 잠입 작전을 그린 명문사학 잠입 스릴러 드라마.

## 등장 인물

### 주요 인물
- 윤균상 : 기무혁/기강제 역 - 송하 로펌 에이스. 천명고에 기간제 교사로 위장 잠입한 속물 변호사. 현정의 연수원 동기.
- 금새록 : 하소현 역 - 천명고 2학년 3반 담임, 유일무이 학생 바보 열혈 체육 교사. 상담 교사.
- 최유화 : 차현정 역 - 법조계 얼음 마녀 에이스. 서울중앙지검 형사부 소속 검사. 무혁의 연수원 동기

### 천명고 4인방
- 이준영 : 유범진 역 - 모든 것이 완벽한 천명고 톱클라스. 천명고 살인 사건 진범
- 최규진 : 이기훈 역 - 법을 등에 업은 천명고 법수저. 수아의 스토커
- 한소은 : 한태라 역 - 모두의 부러움을 받는 천명고 엄친 딸
- 김명지 : 나예리 역 - 만년 아이돌 데뷔 조인 천명고 자칭 아이돌. 천명고 어둠의 대나무 숲 카페 운영자

### 천명고 학생들
- 장동주 : 김한수 역 - 천명고등학교 학생. 범진의 계략에 의해 수아를 죽인 살인자로 누명 씀
- 정다은 : 정수아/박유선 역 (아역 최유리) - 천명고 살인사건 피해자
- 병헌 : 안병호 역 - 천명고 사회 배려자 전형 입학생. 학교 폭력 피해자
- 권소현 : 서윤아 역 - 천명고 방송부 부장. 무혁의 진짜 정체를 알고 있는 인물
- 신재휘 : 손준재 역 - 전당포를 운영하는 천명고 일진. 학교 폭력 가해자

### 천명고 선생님들
- 전석호 : 이태석 역 - 천명고 행정 실장이자 연예기획사 사장
- 우현주 : 전영혜 역 - 천명고 교무 부장
- 서윤아 : 조미주 역 - 천명고 영어 교사. 태라·예리·윤아 그리고 살인사건 피해자 수아의 2학년 2반의 담임이자 2학년 학년 부장
- 김예원 : 신혜수 역 - 천명고 국어 교사. 하소현 선생과는 친밀한 관계인 한마디 진실로 상대를 골로 보내버리는 팩트 폭력의 달인
- 윤지욱 : 강우진 역 - 2학년 4반 담임. 밴드부 실을 관리. 천명고 음악 교사. 독일 유학파 출신 엘리트 음악인

### 천명고 학부모들
- 유성주 : 이도진 역 - 기훈의 아버지, 송하 로펌 대표. 권모술수의 달인.
- 김민상 : 유양기 역 - 범진의 아버지, 수호당 국회의원이자 차기 대권 경선 후보. 수아의 접대 상대.
- 서지영 : 우은혜 역 - 태라의 어머니, 기업형 입시 학원 대표

### 기무혁의 주변인물
- 이순원 : 박원석 역 - 무혁의 동창. 흥신소계의 호날두
- 지찬 : 송재우 역 - 송하 로펌 변호사. 무혁의 라이벌

### 그 외 인물
- 이빛나 : 이지은 역 - 윤아의 방송반 후배
- 차중원 : 장정태 역 - 준재의 친구
- 이정준 : 김형규 역 - 준재의 친구
- 위지연 : 최민지 역 - 천명고 학생
- 추수빈 : 박은경 역 - 천명고 학생
- 김진 : 윤경민 역 - 천명고 학생
- 신영규 : 정선우 역 - 천명고 학생
- 오일영 : 김사무관 역
- 임영덕
- 조여진
- 정은정
- 손인용
- 이진아 : 윤정옥 역 - 범진의 어머니
- 이정민 : 김소희 역 - 송하 로펌 주임, 무혁의 법률 파트너
- 권혁 : 양상배 역 - 서울중앙지검 형사부 차장 검사
- 황다경 : 유나 역
- 최성희 : 혜진 역
- 김민호 : 윤태 역
- 이예린 : 모델 역
- 조여진 : 선생님 역
- 이하영 : 방송부원 역
- 김민아 : 여고생 역
- 노성은 : 남고생 역
- 안찬웅 : 교도관 역
- 박세훈 : 교도관 역
- 이우신
- 박건락 : 오기환 역 - 서울 광역수사대 경위
- 이규섭
- 신승렬 : 시위하는 대학생 역
- 최소현 : 간호사 역
- 배하늘 : 비서 역
- 홍은정 : 비서 역
- 오영미 : 학부모 역
- 조영미 : 준재의 어머니 역
- 한승현 : 감식반 역
- 이채경 : 판사 역
- 한여울
- 노수성
- 장광 : 박기상 역 - 수호당 차기 대권 경선 후보
- 조재현 : 황기택 역 - 의경 출신의 싱글 라이프 클럽 직원
- 박가빈 : 기환의 딸 역
- 윤해빈
- 오도현 : 조사관 역
- 홍성관 : 조사관 역
- 민상우 : 조사관 역
- 최호정 : 기자 역
- 김태겸 : 검사 역

## 촬영지
- 동탄국제고등학교
- 구 성동구치소
- 오리올

## 시청률
최저 시청률과 최고 시청률은 시청률 조사회사와 지역별로 시청률에 차이가 있을 수 있습니다.
| 2019년      | 2019년      | 2019년         | 2019년       |
| 회차        | 방송일      | AGB 시청률     | AGB 시청률   |
| 회차        | 방송일      | 대한민국(전국) | 서울(수도권) |
| ----------- | ----------- | -------------- | ------------ |
| 제1회       | 7월 17일    | 1.814%         | 2.452%       |
| 제2회       | 7월 18일    | 2.413%         | 2.760%       |
| 제3회       | 7월 24일    | 2.686%         | 2.913%       |
| 제4회       | 7월 25일    | 2.495%         | 2.515%       |
| 제5회       | 7월 31일    | 3.008%         | 2.806%       |
| 제6회       | 8월 1일     | 3.135%         | 3.413%       |
| 제7회       | 8월 7일     | 2.975%         | 3.505%       |
| 제8회       | 8월 8일     | 3.579%         | 3.976%       |
| 제9회       | 8월 14일    | 3.547%         | 3.668%       |
| 제10회      | 8월 15일    | 3.563%         | 3.985%       |
| 제11회      | 8월 21일    | 3.683%         | 3.562%       |
| 제12회      | 8월 22일    | 3.805%         | 4.141%       |
| 제13회      | 8월 28일    | 3.529%         | 3.911%       |
| 제14회      | 8월 29일    | 3.544%         | 4.188%       |
| 제15회      | 9월 4일     | 4.257%         | 4.760%       |
| 제16회      | 9월 5일     | 4.781%         | 4.665%       |
| 평균 시청률 | 평균 시청률 | 3.301%         | 3.576%       |

## 사운드 트랙

### Part.1
| #  | 제목                   | 작사 | 작곡   | 재생 시간 |
| -- | ---------------------- | ---- | ------ | --------- |
| 1. | 〈Win〉 (염따)         | 염따 | 오병주 | 2:59      |
| 2. | 〈Win (Inst.)〉 (염따) |      | 오병주 | 2:59      |

### Part.2
| #  | 제목                         | 작사     | 작곡            | 재생 시간 |
| -- | ---------------------------- | -------- | --------------- | --------- |
| 1. | 〈난 놈〉 (ODEE, QM)         | ODEE, QM | 백은우 , 김태준 | 3:15      |
| 2. | 〈난 놈 (Inst.)〉 (ODEE, QM) |          | 백은우 , 김태준 | 3:15      |

### Part.3
| #  | 제목                                   | 작사                      | 작곡                  | 재생 시간 |
| -- | -------------------------------------- | ------------------------- | --------------------- | --------- |
| 1. | 〈I'm Alive〉 (테일러(Taylor))         | 백은우 , Mitch Auvenshine | 테일러(Taylor) , 김민 | 3:37      |
| 2. | 〈I'm Alive (Inst.)〉 (테일러(Taylor)) |                           | 테일러(Taylor) , 김민 | 3:37      |

## 동시간대 드라마
- MBN 수목 미니시리즈
  - 《레벨업》 : (2019년 7월 10일 ~ 2019년 8월 15일)
  - 《우아한 가》 : (2019년 8월 21일 ~ 2019년 10월 10일)

## 같이 보기
- 대한민국의 텔레비전 드라마 목록 (ㅁ)
- 2019년 대한민국의 텔레비전 드라마 목록